# 我是隻小小鳥
《我是隻小小鳥》，為臺灣動畫公司滸珀動畫電影有限公司的作品，號稱製作歷時五年斥資上億，於2013年10月4日在臺灣上映。2011年同名的5分鐘短片曾入圍第33屆金穗獎但並未得獎。

## 評價
這部作品宣稱斥資上億，也得到五月天阿信、王彩樺等人在FACEBOOK上推薦，但製作水準卻無法得到網友認同，成為繼《靠岸》、《腳趾上的星光》後又一部在網路上受到相當多批評的作品，台北票房也僅有41萬的成績。

## 外部連結
- Yahoo奇摩電影上《我是隻小小鳥》的資料（繁體中文）
- MSN娛樂上《我是隻小小鳥》的資料（繁體中文）

- 開眼電影網上《我是隻小小鳥》的資料（繁體中文）
- 豆瓣电影上《我是隻小小鳥》的資料 （简体中文）